# 田村和大
田村 和大（たむら かずひろ、1975年 -）は、日本の弁護士、推理作家。

## 概要
神奈川県横浜市生まれ。福岡県福岡市出身。ラ・サール高等学校を経て、一橋大学法学部で国際政治学を専攻。1998年に大学を卒業後、日本放送協会（NHK）に入局し、報道記者を経て退社。2001年旧司法試験合格。
最高裁判所司法研修所司法修習生を経て、2003年から弁護士。福岡県弁護士会所属。企業法務の他、刑事事件も手掛け、日本弁護士連合会刑事弁護センター事務局次長等を務める。幼少期から少年探偵団シリーズなどに親しみ、2017年警察小説『筋読み』で『このミステリーがすごい!』大賞優秀賞受賞。

## 著作

### 著書

#### 単著
- 『筋読み』（宝島社文庫 2018年2月）
- 『血腫 「出向」刑事・栗秋正史』（宝島社文庫 2019年2月）
- 『操る男 警視庁捜査一課・ヨミヅナ』（宝島社文庫 2019年9月）
- 『消えた依頼人』（PHP研究所 2021年3月）
- 『修羅の国の子供たち』（双葉社 2024年7月）

#### アンソロジー
「」内が田村和大の作品
- 『3分で読める！ 誰にも言えない○○の物語』（宝島社文庫 2022年5月）「誰にも言えない山女魚の物語」

### 論文等
- 「糸島放火事件 裁判員裁判有罪判決を事実誤認破棄・無罪とした控訴審判決を維持した事例」刑事弁護 (79) 2014年
- 「現住建造物等放火、器物損壊被告事件 専門家証人の対質が行われた事例」刑事弁護(82) 2015年
- 「取調べ可視化の視点から 取調べの可視化と氷見事件」判例時報 (2261) 2015年
- 「取調べDVDの実質証拠化」刑事弁護(82) 2015年
- 「公判供述と捜査段階供述」判例時報 (2331) 2017年